# Elfo e Ínguino
Elfo e Ínguino (Alf e Yngve), também referidos como Alfr e Yngva ou Yngvi e Álfr em nórdico antigo, foram dois reis lendários corregentes dos suíones (Sveas) no século IV. Os dois meio-irmãos eram filhos de Alarico, fazendo parte da Dinastia dos Inglingos.
Estão mencionados em: Lista dos Inglingos (poema escáldico do poeta norueguês Tjodolfo de Hvinir do século IX), Saga dos Inglingos (saga do historiador islandês Snorri Sturluson do século XIII), e História da Noruega (crónica histórica de um clérigo norueguês anônimo do século XII).
A Saga dos Inglingos conta: Elfo era um homem calado e pouco social, casado com a bela Bera. Ínguino era, pelo contrário, um homem de ação, alegre e sociável. Um dia, Elfo encontrou a sua mulher Bera em conversa animada com Ínguino. Cheio de ciúmes, Elfo puxou da espada e espetou-a em Ínguino. Este ainda teve forças para pegar na espada e dar um golpe em Elfo. Os dois irmãos caíram mortos.
| “                                     | Yngvi ok Álfr váru synir Alreks, er konungdóm tóku í Svíþjóð þar næst. | ” |
| — Snorri Sturluson, Saga dos Ynglings |                                                                        |   |